# 제이슨 매카티어
제이슨 윈 매카티어(영어: Jason Wynne McAteer, 1971년 6월 18일 ~ )는 아일랜드의 전직 프로 축구 선수이다. 그의 주 포지션은 미드필더였지만, 풀백으로도 활약했다. 잉글랜드에서 태어난 그는 아일랜드 국가대표팀을 국제 무대에서 대표하여 52경기에 출전했으며, 1994년과 2002년에 두 번의 FIFA 월드컵에 출전했다.
1992년부터 2007년까지 매카티어는 프로 경력 동안 볼턴 원더러스, 리버풀, 블랙번 로버스, 선덜랜드, 그리고 마지막으로 트랜미어 로버스의 다섯 클럽에서 뛰었다. 그의 이적료는 총 950만 파운드에 달했다.

## 구단 경력

### 볼턴 원더러스
매카티어는 위럴반도의 버켄헤드에서 태어났다. 그의 가족은 1980년대 조선소 폐쇄로 인해 흔들렸고, 그는 1990년대 실업 상태로 시작했다. 매카티어는 1992년 볼턴 원더러스 A팀과의 경기에서 머린 리저브 팀에서 인상적인 활약을 펼치며 20세의 나이에 지역 비리그 팀 마린에서 큰 성공을 거두었다. 머린과 계약이 없었고, 볼턴은 이 젊은 미드필더를 500파운드에 축구 한 봉지와 함께 큰 축구공을 구입했다.

### 리버풀
1995-96년 시즌 초반, 매카티어는 볼턴 소속으로 1995년 풋볼 리그 컵 결승전에서 그들과 경기를 치른 후 450만 파운드에 리버풀에 합류했다. 그는 1995년에 블랙번 로버스에 합류할 뻔했지만, 리버풀이 관심을 표명하자 매카티어는 어린 시절 그를 응원했던 팀과 계약하기로 결정하고 당시 블랙번 감독이었던 케니 댈글리시를 거절했다. 그는 1995년 9월 16일, 안필드에서 열린 블랙번과의 경기에서 존 반스의 후반 교체 선수로 출전하며 리버풀 데뷔 전을 치렀다.
안필드에서 활약하는 동안 매카티어는 주로 중앙 미드필더로 활약했음에도 불구하고 특정 기간 동안 라이트백으로도 활약했다. 그는 1998년 1월 31일, 안필드에서 블랙번과 경기를 하던 중 다리가 부러졌다. 그는 완전히 회복되었고, 1998년 5월 2일, 웨스트햄 유나이티드를 상대로 1군 복귀전에서 두 골을 넣었다. 그는 1996년 맨체스터 유나이티드와의 FA컵 결승전에 출전했지만, 리버풀은 에리크 캉토나에게 단 한 골도 내주지 못했다. 그는 리버풀에서 총 139경기에 출전하여 4시즌 동안 6골을 넣었다.

### 블랙번 로버스
블랙번 로버스의 브라이언 키드 감독은 1999년 1월 27일, 매카티어와 400만 파운드에 계약했다. 그는 주급 2만 파운드의 연봉으로 4년 계약을 체결했다. 그 시즌에 로버스는 강등되었지만, 매카이터는 클럽에서의 두 번째 풀 시즌 동안 2001년에 다시 프리미어리그로 승격하는 데 도움을 주었다. 로버스에서 활동하는 동안 매카티어는 어느 날 그레임 수네스 감독과 격렬한 논쟁을 벌였고, 2002년에 그에 대해 "그는 내 커리어를 망칠 뻔했고, 나는 그를 경멸하지 않을 수 없다"고 말했다.

## 국가대표팀 경력
매카티어는 다운주에서 태어난 할아버지를 통해 아일랜드 국가대표팀에 출전할 자격이 있는 것으로 여겨졌다. 그러나 그는 2024년 2월, 인터뷰에서 아일랜드와의 인연이 사실 그가 자격을 얻기에는 너무 먼 세대인 증조부였을 가능성이 있다고 밝혔다. 아일랜드 여권을 발급받아야 할 때 아일랜드 축구 협회 관계자는 그에게 적절한 나이의 다운주 출신 매카티어 중에서 무작위로 이름을 골라 할아버지라고 주장하라고 말했다.
1994년부터 2004년까지 52경기에 출전해 1994년 3월 23일, 랜스다운 로드에서 열린 러시아와의 친선 경기에서 0-0 무승부를 기록하며 데뷔 전을 치렀고, 잭 찰턴 감독에 의해 1994년 FIFA 월드컵 국가대표팀에 발탁되었니다. 매카티어는 6월 18일, 이탈리아와의 조별 리그 경기에서 교체 선수로 출전해 1-0 승리를 거두었다.
매카티어는 2002년 FIFA 월드컵에 출전했다. 그는 2000년 9월 2일, 암스테르담에서 열린 네덜란드와의 2-2 무승부 경기에서 아일랜드 국가대표팀의 골을 넣었고, 2001년 9월 1일, 네덜란드와의 1-0 승리에서 승리했다. 이 두 경기 결과는 결국 24점으로 조 2위로 본선에 진출하는 데 기여했으며, 20점으로 조 3위를 차지한 네덜란드는 아쉽게도 탈락했다.
대회 자체에서 그는 아일랜드의 카메룬과의 개막전에서 45분을 뛰었고, 사우디아라비아와의 세 번째 경기에서는 교체 선수로 11분을 뛰었다.